# 十二所神社 (横須賀市)
十二所神社（じゅうにしょじんじゃ）は、神奈川県横須賀市芦名にある神社。

## 概要
芦名漁港の北東近隣に鎮座している。
創建は不詳。三浦氏の当主・三浦義明の弟である為清が芦名を拠点としており、その館と城（芦名城）の鎮守だったと考えられる。
かつては三浦十二天、十二天明神などと呼ばれ、寿永元年（1182年）には、北条政子の安産祈願の一社に選ばれ、源頼朝の命で佐原義連が参詣したことが『吾妻鏡』に記されている。

## 祭神
- 神世七代・地神五代